# Quirófano híbrido

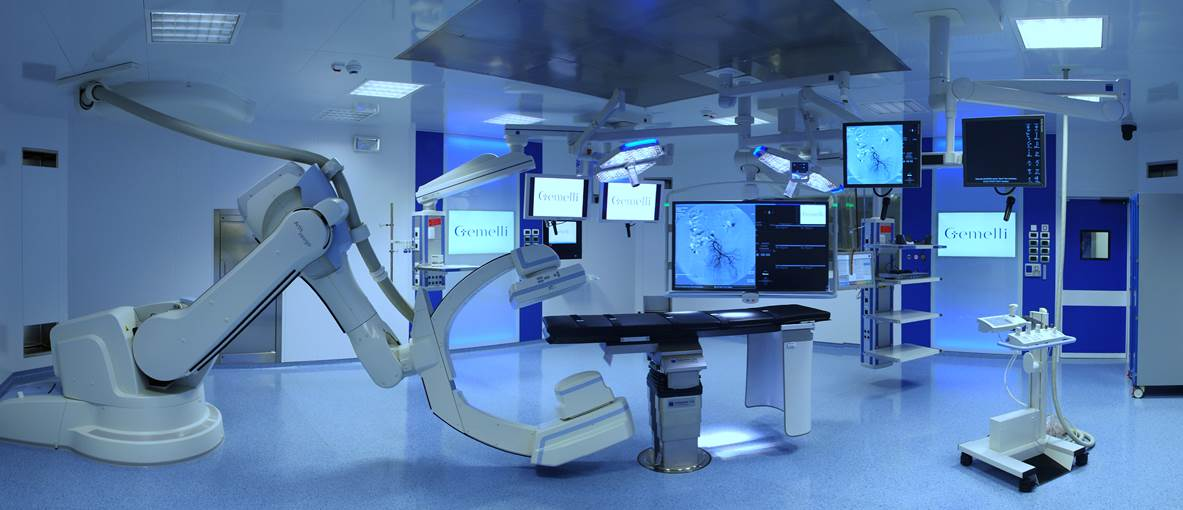
Quirófano híbrido en el hospital Gemelli de Roma

Un quirófano híbrido es una sala quirúrgica equipada con dispositivos avanzados de formación de imagen médica, como arcos en C fijos, escáneres de TC o escáneres de MRI. Estos dispositivos de formación de imagen permiten una cirugía mínimamente invasiva, que es menos traumática para el paciente.

Una Cirugía Mínimamente invasiva significa que el cirujano no tiene que abrir completamente al paciente para acceder a la región anatómica en la que desea realizar la cirugía, sino que puede insertar catéteres o endoscopios a través de pequeños orificios. Aunque la formación de imagen ha sido parte del QF desde hace mucho tiempo (con arcos en C móviles, ecógrafos y endoscopios), estos nuevos procedimientos mínimamente invasivos requieren técnicas de formación de imagen con las que poder visualizar regiones anatómicas más pequeñas, como vasos muy finos del músculo cardiaco, que pueden facilitarse mediante formación de imagen 3D intraoperatoria.

## Aplicaciones clínicas
Los quirófanos híbridos se usan principalmente en aplicaciones cardiacas, vasculares y de neurocirugía, pero pueden resultar adecuados para otras disciplinas quirúrgicas.

### Cirugía cardiovascular
La reparación de válvulas cardiacas enfermas y el tratamiento quirúrgico de perturbaciones del ritmo y de aneurismas aórticos pueden beneficiarse de las capacidades de formación de imagen de un QF híbrido. La cirugía cardiaca híbrida es un tratamiento generalizado para estas enfermedades.
Además, la tendencia hacia el tratamiento endovascular de los aneurismas aórticos abdominales ha potenciado la proliferación de sistemas angiográficos en los entornos QF vasculares. Un quirófano híbrido debería ser un requisito básico, sobre todo para endoinjertos complejos. También es adecuado para los tratamientos de urgencias.
Algunos cirujanos no solo verifican intraoperativamente la colocación de los endoinjertos complejos, sino que también utilizan el sistema angiográfico y las aplicaciones que ofrece para planificar el procedimiento. Como la anatomía cambia entre la TC preoperatoria y la escopia intraoperatoria debido al posicionamiento del paciente y a la inserción de materiales rígidos, se puede realizar una planificación mucho más precisa si el cirujano realiza una angiografía rotacional intraoperatoria, ejecuta una segmentación automática de la aorta, coloca marcadores en las arterias renales y otros puntos de referencia en 3D y luego superpone los contornos en la escopia 2D. Esta guía se actualiza con cualquier cambio de la angulación/posición del arco en C o de la posición de la mesa.

### Neurocirugía
En neurocirugía, las aplicaciones de los QF híbridos son, por ejemplo, la artrodesis vertebral y la embolización de aneurismas intracraneales. En ambos casos, parecen prometedores para mejorar los resultados. En los procedimientos de artrodesis vertebral, la integración con un sistema de navegación puede mejorar aún más el flujo de trabajo.

### Cirugía torácicay procedimientos endobronquiales
Recientemente, también se han realizado en quirófanos híbridos procedimientos para diagnosticar y tratar pequeños nódulos pulmonares. La guía intervencionista por imagen ofrece la ventaja de conocer con precisión la posición de los nódulos, particularmente en tumores opacos pequeños o del tipo vidrio esmerilado, metástasis y/o pacientes con función pulmonar reducida. Esto permite una navegación precisa en las biopsias y la resección en VATS. Y aún más importante, el uso de la formación de imagen intervencionista en VATS puede compensar la falta de retroalimentación táctil. Este nuevo método también tiene el potencial de conservar el tejido pulmonar sano gracias al conocimiento de la posición exacta del nódulo, lo que mejora la calidad de vida del paciente tras la operación.
Normalmente, el proceso de diagnóstico y tratamiento consta de 3 pasos:
1. Detección de nódulos en TC o radiografía torácica
2. Biopsia del nódulo para evaluar la malignidad
3. Si es necesario, tratamiento del nódulo mediante cirugía/radioterapia/quimioterapia (tratamiento curativo) o mediante quimioembolización/ablación (tratamiento paliativo).

Un quirófano híbrido permite los pasos 2 y 3 (si se realiza cirugía) de este flujo de trabajo.

#### Biopsia
Debe examinarse la malignidad de los pequeños nódulos pulmonares identificados en una TC torácica, por lo que se extrae una pequeña porción de tejido con una aguja. La aguja se desplaza por el árbol bronquial, o transtorácicamente, hacia la posición del nódulo. Para asegurarse de que se captura tejido del nódulo y no tejido pulmonar sano, se utilizan modalidades de formación de imagen como arcos en C móviles, ecógrafos o broncoscopios. La eficacia de las biopsias de pequeños nódulos es del 33-50% en tumores menores de 3 cm.
La formación de imagen intervencionista con arcos en C angiográficos ha demostrado mejorar la eficacia. La ventaja de la formación de imagen intraprocedimiento es que el paciente y el diafragma están en exactamente la misma posición durante la formación de imagen 2D/3D y la biopsia. De ahí que, normalmente, la precisión sea mucho mayor que cuando se usan datos preoperatorios. La angiografía rotacional muestra el árbol bronquial en 3D durante el procedimiento. Así el aire sirve de medio de contraste natural, por lo que los nódulos son bien visibles. En esta imagen 3D y con software específico, se pueden marcar los nódulos junto con la ruta planificada para la aguja de biopsia (endobronquial o transtorácicamente). Estas imágenes pueden superponerse luego a la escopia en tiempo real. Esto aporta al neumólogo una guía mejorada hacia los nódulos. Con este nuevo método se ha informado de niveles de eficacia del 90% en los nódulos de 1–2 cm y del 100% en nódulos > 2 cm.

#### Cirugía
La VATS (cirugía toracoscópica asistida por vídeo) es una técnica mínimamente invasiva para reseccionar nódulos pulmonares que ahorra al paciente el trauma de una toracotomía. De esta forma, se utilizan pequeños puertos para acceder a los lóbulos pulmonares e introducir una cámara en un toracoscopio, junto con los instrumentos necesarios. Aunque este procedimiento acelera la recuperación y, potencialmente, reduce las complicaciones, la pérdida de visión directa y retroalimentación táctil hace difícil al cirujano localizar los nódulos, especialmente en casos de lesiones opacas no superficiales, tipo vidrio esmerilado y pequeñas. Como han demostrado diversos estudios, la eficacia para nódulos < 1 cm puede ser menor del 40%. Como consecuencia, a veces se resecciona más tejido sano del necesario para evitar dejar intactas partes de la lesión. El uso de formación de imagen intraoperatoria avanzada en el QF ayuda a localizar con precisión y reseccionar la lesión de forma rápida y, potencialmente, afectando a menos tejido sano. Para poder utilizar la guía por imagen durante la VATS, debe realizarse angiografía rotacional antes de introducir los puertos de acceso, es decir, antes de que el lóbulo en cuestión se desinfle. De esta forma, la lesión es visible gracias al contraste natural del aire. En un segundo paso se introducen arpones, agujas o medio de contraste (Lipiodol, Iopamidol) en o cerca de la lesión para asegurar la visibilidad en el angiograma tras desinflarse el pulmón. A continuación comienza la parte convencional de la VATS con la introducción de toracoscopios. Ahora el sistema de formación de imagen se utiliza en modo de escopia, en el que pueden verse bien los instrumentos introducidos y la lesión marcada anteriormente. Ahora es posible realizar una resección precisa. Si se ha utilizado medio de contraste para marcar la lesión, también se filtrará en los nódulos linfáticos regionales, que podrán reseccionarse en el mismo procedimiento.

### Cirugía ortopédica de trauma
En las fracturas complejas, como las de la pelvis, el calcáneo, la cabeza tibial, etc., es preciso colocar con exactitud tornillos y otros implantes quirúrgicos para tratar a los pacientes lo más rápido posible. Los métodos quirúrgicos mínimamente invasivos producen un trauma menor al paciente y permiten una recuperación más rápida. Sin embargo, no debe subestimarse el riesgo de mala colocación, revisiones y daños a los nervios (Malposition and revision rates of different imaging modalities for percutaneous iliosacral screw fixation following pelvic fractures: a systematic review and meta-analysis). La posibilidad de utilizar un sistema angiográfico con una resolución espacial de 0,1 mm, el gran campo de visión para captar la pelvis completa en una imagen y la alta tasa de KW ofrecen al cirujano imágenes de alta precisión sin comprometer la higiene (sistemas montados en el suelo) o el acceso al paciente (TC). Otras cirugías que pueden optimizarse en un QF híbrido: cirugía de la columna degenerativa, fracturas traumáticas de columna, fracturas oncológicas o cirugía de la escoliosis. El gran campo de visión y la alta tasa de kW permiten la formación de imagen óptima incluso de los pacientes obesos. Los sistemas de navegación o el uso de guía integrada por láser pueden ayudar y mejorar el flujo de trabajo.

### Cirugía laparoscópica
Como ocurrió con otras cirugías mínimamente invasivas, los primeros cirujanos laparoscópicos eran incomprendidos y la comunidad quirúrgica no creía en esta nueva tecnología. Hoy es el estándar para la mayoría de las cirugías. El método laparoscópico se está ampliando. Desde una simple apendectomía, pasando por resecciones renales parciales y resecciones hepáticas parciales, etc. La calidad de imagen, la posibilidad de formación de imagen del paciente en la posición quirúrgica y la guía de los instrumentos facilitan este método (Efficacy of DynaCT for surgical navigation during complex laparoscopic surgery: an initial experience.). La resección parcial del riñón, dejando todo el tejido sano posible (es decir, manteniendo la función renal del paciente) se ha descrito ya hace algún tiempo (Nephron sparing surgery for renal tumors: indications, techniques and outcomes.). Los desafíos a los que se enfrentan los cirujanos son la pérdida de la visión 3D natural y de la retroalimentación táctil. A través de pequeños puertos de acceso, el cirujano debe confiar en las imágenes ofrecidas por el endoscopio ya que no puede sentir el tejido. En un quirófano híbrido, la anatomía se puede actualizar y captar en tiempo real. Las imágenes 3D se pueden fusionar y/o superponer a la escopia en tiempo real o el endoscopio. (Real-time image guidance in laparoscopic liver surgery: first clinical experience with a guidance system based on intraoperative CT imaging.) La anatomía crucial, como los vasos o los tumores, puede evitarse y las complicaciones se reducen. En este momento se están realizando más investigaciones y pruebas. (Surgical navigation in urology. European perspective)

### Urgencias
En el tratamiento de los pacientes de trauma, cada minuto cuenta. Los pacientes con hemorragias graves tras accidentes de tráfico, explosiones, heridas de bala, disecciones aórticas, etc., necesitan una atención inmediata por la pérdida de sangre, que puede resultar mortal. En un quirófano híbrido puede realizarse un tratamiento tanto abierto como endovascular del paciente. Por ejemplo, puede reducirse la tensión en el cerebro debida a una hemorragia grave y pueden aplicarse coils a un aneurisma. El concepto de colocar al paciente de urgencias en una mesa de operaciones en cuanto entra en el hospital y realizar una exploración de TC si está estable o un procedimiento inmediato si está inestable en el quirófano híbrido sin tener que reposicionar al paciente, puede ahorrar un tiempo valioso y reducir el riesgo de otras lesiones.

## Técnicas de formación de imagen

### Técnicas de formación de imagen con un arco en C fijo

#### Escopia y adquisición de datos
La escopia se realiza con rayos X continuos para observar la progresión por el cuerpo de un catéter u otros dispositivos en imágenes en tiempo real. Para reflejar incluso las estructuras anatómicas más finas, se necesita una calidad de imagen superior. En particular, en las intervenciones cardiacas, la formación de imagen del corazón en movimiento requiere una frecuencia de imágenes alta (30 i/s, 50 Hz) y una gran potencia de salida (al menos 80 kV). La calidad de imagen necesaria para las aplicaciones cardiacas solo puede conseguirse con sistemas angiográficos fijos de alta potencia, no con arcos en C móviles.
Los sistemas angiográficos ofrecen un modo de adquisición que almacena automáticamente en el sistema las imágenes adquiridas para descargarlas luego en un archivo de imágenes. Mientras que la escopia estándar se usa principalmente para guiar dispositivos y recolocar el campo de visión, la adquisición de datos se aplica a la creación de informes y a los diagnósticos. En particular, cuando se utiliza medio de contraste, la adquisición de datos es obligatoria, ya que las secuencias almacenadas pueden reproducirse cuando se desee sin volver a inyectar medio de contraste. Para conseguir una calidad de imagen suficiente para el diagnóstico y la creación de informes, el sistema angiográfico usa dosis de rayos X hasta 10 veces mayores que la escopia estándar. Por lo tanto, la adquisición de datos solo debe aplicarse cuando sea estrictamente necesario. La adquisición de datos sirve como base para técnicas avanzadas de formación de imagen como DSA y angiografía rotacional.

#### Angiografía rotacional
La angiografía rotacional es una técnica para adquirir imágenes 3D parecidas a la TC de forma intraoperatoria con un arco en C fijo. Para ello, el arco en C gira alrededor del paciente, adquiriendo una serie de proyecciones que se reconstruirán en un juego de datos 3D.

#### Angiografía digital sustraída
La angiografía digital sustraída (DSA) es una técnica de formación de imagen bidimensional para la visualización de vasos sanguíneos en el cuerpo humano (Katzen, 1995). Para la DSA se adquiere la misma secuencia de una proyección primero sin inyección de medio contraste y después con inyección por los vasos que se desea investigar. La primera imagen se sustrae de la segunda para eliminar las estructuras de fondo, como los huesos, lo más completamente posible y mostrar con más claridad los vasos llenos de medio de contraste. Como hay un retraso entre la adquisición de la primera y la segunda imagen, son necesarios algoritmos de corrección del movimiento para eliminar los artefactos de movimiento. El "roadmapping" es una aplicación avanzada de DSA. A partir de la secuencia DSA adquirida, se identifica la imagen con máxima opacificación del vaso y se asigna como máscara del llamado "roadmap". Esta máscara se sustrae continuamente de las imágenes de escopia en tiempo real para producir imágenes de escopia sustraídas en tiempo real superpuestas a una imagen estática de la vasculatura. El beneficio clínico es que se pueden visualizar mejor las estructuras vasculares pequeñas y complejas, sin tejido subyacente molesto, lo que ayuda a colocar catéteres y arpones.

#### Registro 2D/3D

##### Formación de imagen de fusión y superposición 2D/3D
Los sistemas angiográficos modernos no se utilizan solo para la formación de imagen, sino que también ayudan al cirujano durante el procedimiento guiando la intervención gracias a la información 3D adquirida de forma preoperatoria o intraoperatoria. Esta guía requiere que la información 3D se registre (alinee) con el paciente. Esto se realiza con algoritmos de software exclusivos.

##### Flujo de información entre la estación de trabajo y el sistema angiográfico
Las imágenes 3D se calculan a partir de un juego de proyecciones adquirido durante una rotación del arco en C sobre el paciente. La reconstrucción del volumen se realiza en una estación de trabajo aparte. El arco en C y la estación de trabajo están conectados y se comunican continuamente. Por ejemplo, si el usuario rota virtualmente el volumen en la estación de trabajo para ver la anatomía desde una perspectiva determinada, el parámetro de esta vista puede transmitirse al sistema angiográfico, que lleva el arco en C a exactamente la misma perspectiva para la escopia. De la misma forma, si cambia la angulación del arco en C, dicha angulación puede transmitirse a la estación de trabajo, que actualiza el volumen a la misma perspectiva que la vista fluoroscópica. El algoritmo de software que se encarga de este proceso se llama registro y puede utilizarse también con otras imágenes DICOM, como datos de TC o MRT adquiridos preoperatoriamente.

##### Superposición de información 3D sobre la escopia 2D
La propia imagen 3D puede superponerse con codificación en colores sobre la imagen de escopia. Cualquier cambio de las angulaciones del arco en C provocará que la estación de trabajo recalcule en tiempo real la vista en la imagen 3D para que coincida exactamente con la vista de la imagen de escopia 2D en tiempo real. Sin inyección adicional de medio de contraste, el cirujano puede observar los movimientos del dispositivo de forma simultánea con la superposición 3D de los contornos vasculares en la imagen de escopia. Una forma alternativa de añadir información de la estación de trabajo a la imagen fluoroscópica es, tras la segmentación manual o automática de las estructuras anatómicas de interés en la imagen 3D, superponer el perfil como un contorno en la imagen de escopia. Esto ofrece información adicional que no es visible en la imagen de escopia. Algunos softwares disponibles ofrecen puntos de referencia anatómicos de forma automática, y el cirujano o un técnico cualificado pueden añadir más manualmente. Un ejemplo es la colocación de una endoprótesis fenestrada para tratar un aneurisma aórtico abdominal. Los ostia de las arterias renales se pueden marcar con círculos en la imagen 3D y luego superponerse en la escopia en tiempo real. Como la marcación se ha realizado en 3D, se actualizará con cualquier cambio de la angulación fluoroscópica para coincidir con la vista actual.

##### Guía durante el implante transaórtico de válvula (TAVI)
La implantación valvular transaórtica requiere una colocación exacta de la válvula en la raíz aórtica para prevenir complicaciones. Es esencial una buena vista fluoroscópica (un ángulo perpendicular a la raíz aórtica se considera óptimo para el implante). Recientemente se han publicado aplicaciones que ayudan al cirujano a seleccionar esta angulación fluoroscópica óptima, e incluso a dirigir automáticamente al arco en C a la vista perpendicular a la raíz aórtica. Algunos métodos se basan en imágenes de TC preoperatorias, que se utilizan para segmentar la aorta y calcular ángulos de visualización óptimos para los implantes valvulares. Las imágenes de TC deben registrarse con TC del arco en C o imágenes de escopia para transferir el volumen 3D al sistema angiográfico. Los errores durante el registro pueden provocar una desviación de las angulaciones óptimas del arco en C y deben corregirse manualmente. Además, las variaciones anatómicas entre la adquisición de la imagen de TC preoperatoria y la cirugía no se tienen en cuenta. Normalmente, la formación de imagen de los pacientes se realiza con las manos hacia arriba en un escáner de TC, mientras la cirugía se realiza con los brazos a los lados del paciente, lo que provoca errores sustanciales. Los algoritmos basados exclusivamente en las imágenes de TC del arco en C adquiridas en el QF por el sistema angiográfico están registrados inherentemente al paciente y muestran las estructuras anatómicas actuales. Con este método, el cirujano no tiene que confiar en imágenes de TC preoperatorias adquiridas por el departamento de radiología, lo que simplifica el flujo de trabajo en el QF y reduce los errores en el proceso.

#### Formación de imagen funcional en el QF
Hoy en día, las mejoras en la tecnología de los arcos en C también permiten la formación de imagen de perfusión y permiten visualizar el volumen sanguíneo parenquimal en el QF. Para ello, la angiografía rotacional (3D-DSA) se combina con un protocolo de inyección modificado y un algoritmo de reconstrucción especial. Así se puede visualizar el flujo sanguíneo a lo largo del tiempo. Esto puede ser útil en el tratamiento de pacientes con ictus isquémico.

### Técnicas de formación de imagen con un TC
Un sistema de TC montado sobre rieles puede introducirse y sacarse del QF para ayudar en los procedimientos quirúrgicos complejos, como cirugía cerebral, de columna y de trauma, gracias a la información adicional obtenida mediante la formación de imagen. El Johns Hopkins Bayview Medical Center de Maryland describe que su uso intraoperatorio de la TC tiene un impacto positivo en los pacientes gracias a la mejora de la seguridad y la reducción de las infecciones y del riesgo de complicaciones.

### Técnicas de formación de imagen con un MRT
La formación de imagen por resonancia magnética se utiliza en neurocirugía:
1. Antes de la cirugía, para conseguir una planificación precisa
2. Durante la cirugía, para ayudar en la toma de decisiones y tener en cuenta el desplazamiento del cerebro
3. Tras la cirugía, para evaluar el resultado

Normalmente, los sistemas de MRT requieren mucho espacio, tanto en la sala como alrededor del paciente. No es posible realizar cirugía en una sala de MRT normal. Para el paso 2, existen dos soluciones para utilizar la RM intraoperatoriamente: una es un escáner de MRT móvil que puede acercarse solo cuando se necesita la formación de imagen, y la otra es transportar al paciente a un escáner de RM en una sala adyacente durante la cirugía.

## Consideraciones de planificación

### Ubicación/Organización
Un quirófano híbrido no es solo híbrid por su uso, sino también por su papel en el sistema del hospital. Como contiene una modalidad de formación de imagen, el departamento de radiología puede asumir la responsabilidad principal de la sala por su experiencia en gestión, técnica, mantenimiento y conectividad. Desde la perspectiva del flujo de trabajo con el paciente, el departamento quirúrgico debería dirigir la sala, que debería estar situada junto a otras instalaciones quirúrgicas para asegurar un correcto cuidado y un transporte rápido del paciente.

### Tamaño de la sala y preparación
La instalación de un QF híbrido es un desafío para los tamaños estándar de las salas de hospital, ya que el sistema de formación de imagen requiere algún espacio adicional y además hay más personal presente que en un QF normal. En un QF de este tipo puede trabajar un equipo de entre 8 y 20 personas, incluidos anestesistas, cirujanos, enfermeros, técnicos, perfusionistas, personal de apoyo de los fabricantes de los dispositivos, etc. Según el sistema de formación de imagen elegido, se recomienda una sala de 70 metros cuadrados, incluida la sala de control, pero sin incluir una sala técnica ni las zonas de preparación. Los preparativos adicionales necesarios en la sala son: blindaje de plomo de 2 - 3 mm y, potencialmente, refuerzo del suelo o del techo para soportar el peso adicional del sistema de formación de imagen (aproximadamente 650 – 1.800 kg).

### Flujo de trabajo
La planificación de un QF híbrido requiere la implicación de numerosas partes interesadas. Para asegurar un flujo de trabajo fluido en la sala, todas las partes implicadas deben indicar sus requisitos, lo que afectará al diseño de la sala y determinará diversos recursos como el espacio, el equipo médico y el equipo de formación de imagen.[27][28] Esto puede requerir una gestión profesional del proyecto y varias iteraciones del proceso de planificación con el vendedor del sistema de formación de imagen, ya que las interdependencias técnicas son complejas. El resultado es siempre una solución individual adaptada a las necesidades y preferencias del equipo interdisciplinar y del hospital.

### Luces, monitores y brazos articulados[22]
En general, en un quirófano se necesitan dos fuentes de luz distintas: las luces quirúrgicas utilizadas para los procedimientos abiertos y la iluminación ambiental para los procedimientos intervencionistas. Debe ponerse atención especial a la posibilidad de atenuar las luces. Esto es necesario con frecuencia durante la escopia o la endoscopia. Es de la mayor importancia que las luces quirúrgicas cubran la zona completa de la mesa del quirófano. Además, no deben interferir con los cabezales ni con las rutas de colisión de otros equipos. La posición de montaje más frecuente de las luces del QF es el centro, encima de la mesa QF. Si se elige una posición distinta, normalmente las luces se desplazan desde una zona fuera de la mesa QF. Como es necesario un eje central por cabezal de luz, esto puede llevar a, al menos, dos ejes centrales y puntos de montaje para asegurar una iluminación suficiente del campo quirúrgico. El rango de desplazamiento del sistema angiográfico determina dónde se van a colocar las luces del QF. Los ejes centrales deben estar fuera de las trayectorias de desplazamiento y giro. Esto es especialmente importante, ya que los dispositivos tienen unos requisitos específicos de altura de la sala que deben cumplirse. En este caso, el que los cabezales de luz del QF dispongan de una altura suficiente puede ser un problema. Esto convierte a las luces en un elemento crítico de proceso de planificación y diseño.  Otros aspectos del proceso de planificación de las luces del QF incluyen evitar los reflejos y deslumbramientos. Las luces de QF modernas pueden tener características adicionales, como cámaras incorporadas y capacidades de vídeo. Para la iluminación de la zona de la herida se requiere un sistema de iluminación de QF de doble brazo. A veces puede ser necesaria incluso una tercera luz, en los casos en los que se realiza más de una actividad quirúrgica a la vez, p. ej., flebectomía de las piernas. En resumen, los puntos clave para planificar el sistema de iluminación quirúrgica son:
- Ubicación central sobre la mesa QF (imposible con sistemas montados en el techo)
- Normalmente, tres cabezales de luz para una iluminación óptima de varios campos quirúrgicos
- Suspensión sin restricciones, desplazamiento independiente y colocación estable de los cabezales de luz
- Sistema modular con opciones de ampliación, p. ej., monitor de vídeo y/o cámara.

### Sistemas de formación de imagen
La modalidad de formación de imagen más común en los QF híbridos es un arco en C. Los expertos consideran insuficiente el rendimiento de los arcos en C móviles en los QF híbridos, ya que la potencia limitada del tubo afecta a la calidad de imagen, el campo de visión de los sistemas con intensificador de imagen es menor que el de los sistemas con detector plano y el sistema de refrigeración de los arcos en C móviles puede provocar sobrecalentamiento tras unas pocas horas, lo que puede no ser suficiente para procedimientos quirúrgicos largos o para varios procedimientos consecutivos, potencialmente necesarios para recuperar la inversión en el quirófano.
Los arcos en C fijos no tienen estas limitaciones, pero necesitan más espacio en la sala. Estos sistemas pueden montarse en el suelo, en el techo, o en ambos si se elige un sistema biplano. Este último es el sistema preferido si el quirófano es utilizado con frecuencia por cardiólogos pediátricos, electrofisiólogos o neurointervencionistas. No se recomienda implementar un sistema biplano si no es necesario para estas disciplinas clínicas, ya que los componentes montados en el techo pueden provocar problemas de higiene: De hecho, algunos hospitales no permiten la presencia de equipos directamente encima del campo quirúrgico, ya que puede caer polvo en la herida y provocar una infección. Como los sistemas montados en el techo incluyen componentes móviles situados sobre el campo quirúrgico e interfieren en el flujo laminar de aire, tales sistemas no son adecuados para los hospitales que exijan los mayores estándares de higiene. (ver también y, ambos solo en alemán)
Hay más factores a considerar al decidir entre sistemas montados en el techo y en el suelo. Los sistemas montados en el techo requieren mucho espacio en el techo y, por lo tanto, reducen las opciones de instalación de luces quirúrgicas o brazos articulados. Sin embargo, muchos hospitales eligen sistemas montados en el techo porque cubren el cuerpo entero con más flexibilidad y (aún más importante) sin desplazar la mesa. Esto último es, a veces, difícil y peligroso durante la cirugía debido a las muchas líneas y catéteres que deben moverse también. Sin embargo, el desplazamiento de una posición de aparcamiento a una de trabajo durante la cirugía es más fácil con un sistema montado en el suelo, ya que el arco en C solo gira desde el lado y no interfiere con el anestesista. Por el contrario, el sistema montado en el techo apenas puede moverse durante la cirugía a una posición de aparcamiento en el extremo craneal sin chocar con equipos de anestesia. En un entorno atestado como el QF, los sistemas biplano añaden complejidad e interfieren con la anestesia, excepto en neurocirugía, donde la anestesia no está en el extremo craneal. Por lo tanto, los sistemas monoplano están claramente recomendados en salas utilizadas principalmente para cirugía cardiaca.

### Mesa QF
La selección de la mesa QF depende del uso primario del sistema. Las mesas intervencionistas con tableros flotantes, inclinación y basculación compiten con las mesas QF flexibles y completamente integradas. La identificación de la mesa adecuada es un compromiso entre los requisitos intervencionistas y quirúrgicos. Los requisitos quirúrgicos e intervencionistas pueden ser mutuamente excluyentes. Los cirujanos, especialmente los ortopédicos, generales y neurológicos, normalmente esperan una mesa con tablero segmentado para un posicionamiento flexible del paciente. Para la formación de imagen se requiere un tablero radiotransparente que permita la cobertura de cuerpo entero. Por lo tanto, se utilizan tableros irrompibles de fibra de carbono. Los intervencionistas necesitan un tablero flotante que permita desplazamientos rápidos y precisos durante la angiografía. En general, los cirujanos cardiacos y vasculares tienen necesidades de posicionamiento menos complejas pero, según su experiencia intervencionista en angiografía, pueden estar acostumbrados a desplazamientos completamente motorizados de la mesa y el tablero. Se dispone de ayudas de posicionamiento (cojines inflables) para posicionar a los pacientes en los tableros irrompibles. Los tableros totalmente flotantes no están disponibles con las mesas de QF convencionales. Como compromiso, se recomiendan mesas flotantes de angiografía diseñadas específicamente para la cirugía con inclinación vertical y lateral. Para satisfacer aún más las necesidades típicas de la cirugía, la mesa debe disponer de rieles laterales para montar equipo quirúrgico como retractores o apoyaextremidades. La posición de la mesa en la sala también influye en el flujo de trabajo quirúrgico. Puede considerarse una posición diagonal en el QF para ganar espacio y flexibilidad en la sala, así como para acceder al paciente desde todos los lados. Como alternativa, puede combinarse una mesa quirúrgica convencional con un sistema de formación de imagen (si el fabricante ofrece la integración correspondiente). Así, el quirófano puede utilizarse con un tablero radiotransparente irrompible compatible con la formación de imagen 3D, o con un tablero irrompible universal que ofrece posicionamiento mejorado del paciente, pero restringe la formación de imagen 3D. Este último es particularmente adecuado para la cirugía neurológica u ortopédica, y estas soluciones integradas están disponibles comercialmente desde hace poco tiempo. Si se planea compartir la sala entre procedimientos híbridos y abiertos convencionales, a veces son preferibles estas soluciones. Ofrecen una mayor flexibilidad del flujo de trabajo, porque los tableros pueden acoplarse e intercambiarse fácilmente, pero requieren ciertos compromisos con la formación de imagen intervencionista. En resumen, los aspectos importantes a considerar son la posición en la sala, la radiotransparencia (tablero de fibra de carbono), la compatibilidad y la integración de dispositivos de formación de imagen con la mesa quirúrgica. Otros aspectos incluyen la carga de la mesa, la altura ajustable de la mesa y la movilidad horizontal (flotación), incluida la inclinación vertical y lateral. Es importante disponer también de los accesorios adecuados, como rieles para montar equipos quirúrgicos especiales (retractores, soportes de cámaras). Las mesas de angiografía de flotación libre con inclinación y basculación son las más adecuadas para los quirófanos híbridos cardiovasculares.

## Dosis de radiación[33]
Los rayos X son radiación ionizante, por lo que la exposición es potencialmente dañina. Comparado con un arco en C móvil, utilizado normalmente en cirugía, los escáneres de TC y los arcos en C fijos trabajan con un nivel de energía mucho mayor, lo que provoca una dosis más alta. Por lo tanto, es muy importante controlar la dosis de radiación aplicada en un QF híbrido, tanto al paciente como al personal médico.
Hay unas cuantas medidas sencillas para proteger al personal del QF de la radiación dispersa, reduciendo así la dosis. La concienciación es crítica para no pasar por alto las herramientas de protección disponibles. Entre estas herramientas se encuentra la ropa protectora (delantal protector para el tronco, protector de la tiroides alrededor del cuello y gafas protectoras). Estas últimas pueden sustituirse por un panel de vidrio plomado suspendido del techo. Pueden instalarse cortinas de plomo adicionales al lado de la mesa para proteger la región inferior del cuerpo. A las integrantes embarazadas del personal se les aplican reglas aún más estrictas.
Una medida muy efectiva para proteger tanto al personal como al paciente es, por supuesto, aplicar menos radiación. Siempre hay un compromiso entre la dosis de radiación y la calidad de imagen. Una mayor dosis de rayos X produce una imagen más clara. La tecnología de software moderna puede mejorar la calidad de imagen durante el postprocesamiento, de forma que se consigue la misma calidad de imagen con una dosis menor. La calidad de imagen se describe mediante el contraste, el ruido, la resolución y los artefactos. En general, debe seguirse el principio ALARA (As Low As Reasonably Achievable, lo más baja posible). La dosis debe ser lo más baja posible, pero la calidad de imagen no debe reducirse más allá del punto en el que el beneficio diagnóstico del examen no supere el daño potencial al paciente.
Los fabricantes de equipos radiológicos toman constantemente medidas técnicas para reducir la dosis, y también hay medidas de manejo que el personal puede adoptar para reducir la dosis según la aplicación clínica. Entre las primeras está el endurecimiento del haz. Entre las segundas están los ajustes de frecuencia de imágenes, la escopia pulsada y la colimación.
Endurecimiento del haz: los rayos X constan de partículas "duras" y "blandas", es decir, partículas con mucha energía y partículas con poca energía. La exposición innecesaria se produce principalmente por las partículas blandas, ya que son demasiado débiles para atravesar el cuerpo e interactuar con él. En cambio, las partículas duras atraviesan al paciente. Un filtro situado delante del tubo de rayos X puede capturar las partículas blandas, endureciendo así el haz. Esto reduce la dosis sin afectar a la calidad de imagen.
Frecuencia de imágenes: las frecuencias de imágenes altas (es decir, las imágenes adquiridas por segundo) son necesarias para visualizar los movimientos rápidos sin efectos estroboscópicos. Sin embargo, cuanto mayor es la frecuencia de imágenes, más alta es la dosis de radiación. Por lo tanto, la frecuencia de imágenes debe elegirse según la necesidad clínica y debe ser lo más baja posible. Por ejemplo, en la cardiología pediátrica se necesitan frecuencias de imágenes de 60 pulsos por segundo, comparadas con los 0,5 p/s para objetos de movimiento lento. Una reducción a la mitad de la frecuencia de pulsos reduce la dosis aproximadamente a la mitad. La reducción de 30 p/s a 7,5 p/s provoca una reducción de la dosis del 75%.
Si se usa escopia pulsada, la dosis de radiación solo se aplica en intervalos de tiempo predefinidos, por lo que se utiliza menos dosis para producir la misma secuencia de imágenes. Entre dichos intervalos, se muestra la última imagen almacenada.
Otra herramienta para reducir la dosis es la colimación. Puede ocurrir que solo una pequeña sección del campo de visión del detector sea de interés para la intervención. El tubo de rayos X puede blindarse con un colimador en las zonas que tengan que ser necesariamente visibles, enviando así la dosis al detector solo en las regiones anatómicas de interés. Los arcos en C modernos permiten navegar por las imágenes adquiridas sin escopia constante.